# Гидрометцентр

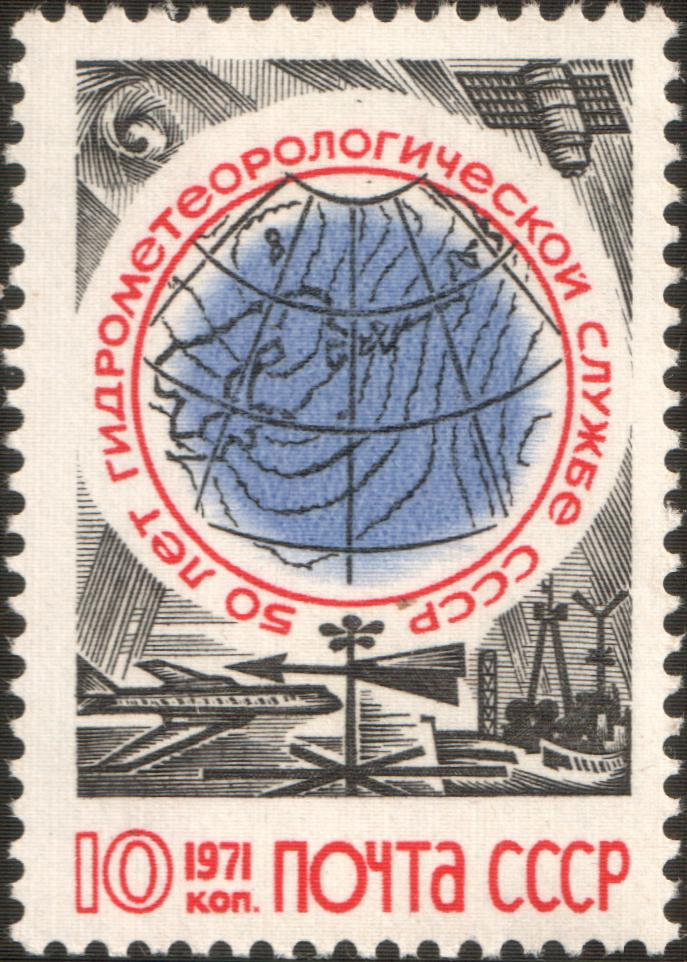
Почтовая марка СССР 1971 года, посвящённая 50-летию Гидрометеорологической службы СССР.

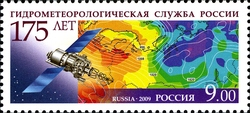
Почтовая марка России, 2009 год.

Федеральное государственное бюджетное учреждение «Гидрометеорологический научно-исследовательский центр Российской Федерации» (ФГБУ «Гидрометцентр России») — федеральное государственное бюджетное учреждение метеорологической службы Российской Федерации.
Является ведущим научно-исследовательским и оперативно-методическим учреждением Росгидромета в области гидрометеорологических прогнозов.

## История
Метеорологическая служба была создана 21 июня 1921 года, когда В. И. Ленин подписал декрет Совета Народных Комиссаров «Об организации единой метеорологической службы в РСФСР», центром этой службы стала Главная физическая обсерватория в Петрограде. 
После создания в 1929 году единой метеорологической службы, 1 января 1930 года в Москве в соответствии с постановлением Правительства СССР о создании было образовано Центральное бюро погоды СССР, преобразованное в 1936 году в Центральный институт погоды (с 1943 года — Центральный институт прогнозов).
В сентябре 1935 года началось издание журнала "Метеорология и гидрология". Важное значение для развития метеослужбы стало создание первой в мире дрейфующей станции "Северный полюс" (1937-1938 гг.).
В ходе вторжения стран "оси" часть объектов метеослужбы в западных регионах СССР была уничтожена, но после окончания Великой Отечественной войны они были восстановлены. В середине 1950х годов в Антарктиде были созданы первые советские станции.
В 1956 году в Пекине состоялось совещание руководителей гидрометеорологических служб и министерств связи СССР, КНР, МНР, КНДР и ДРВ по вопросам взаимного метеорологического обслуживания и обмена метеосведениями.
После создания в 1963 году Всемирной службы погоды метеорологическая служба СССР стала одним из трёх мировых метеорологических центров в системе Всемирной службы погоды.
В 1965 году Центральный институт прогнозов и Объединённый вычислительный центр Академии наук СССР и Главного управления гидрометслужбы были объединены в одно учреждение — Гидрометеорологический научно-исследовательский центр СССР. 
В 1967 году Гидрометцентр СССР был награждён орденом Ленина. В конце 1960х годов начала работу космическая метеорологическая система.
Экономический эффект от использования гидрометеорологических прогнозов в экономике СССР только в 1979 году составил около 1 млрд. рублей.
В 1980 году в систему Госкомитета СССР по гидрометеорологии и контролю природной среды входили 36 республиканских и территориальных управлений, 24 научно-исследовательскх учреждения, 36 бюро погоды, более 100 гидрометбюро, 125 обсерваторий, 900 авиаметеорологических станций, 3400 наблюдательных станций, 8500 наблюдательных постов, 450 кораблей и судов, свыше 110 больших и средних ЭВМ.
В 1992 году Гидрометцентр СССР был реорганизован в Гидрометцентр России.
Важным событием, во многом определившим судьбу научных исследований в Гидрометцентре России, было присвоение ему постановлением Правительства Российской Федерации № 1167, от 14 октября 1994 года, статуса Государственного научного центра Российской Федерации (ГНЦ России). В январе 2007 года по решению Правительства Российской Федерации этот статус был сохранен.

## Основные функции
В системе Всемирной службы погоды Всемирной метеорологической организации (ВМО) Гидрометцентр России обеспечивает выполнение международных обязательств Российской Федерации по международному обмену прогностической информацией и данными гидрометеорологических наблюдений и функционирует как:
- Мировой Метеорологический Центр (ММЦ-Москва);
- Региональный специализированный метеорологический центр в европейском регионе;
- Национальный центр по гидрометеорологическим прогнозам.

Следует заметить, что в системе службы погоды ВМО, включающей на сегодняшний день 187 государств-участниц, существуют три ММЦ — Вашингтон, Мельбурн и Москва. Все три ММЦ функционируют с 1965 года.
Главные задачи Гидрометцентра России:
- Получение новых знаний о погодообразующих процессах в системе «атмосфера-океан-суша»;
- Оперативное обеспечение населения государства и стран, государственных и хозяйственных структур гидрометеорологической информацией, включая предупреждения о неблагоприятных и опасных явлениях погоды.

Согласно принятой в ВМО классификации различают несколько категорий прогнозов погоды — от сверхкраткосрочных прогнозов на несколько часов вперед (как правило, это прогнозы опасных явлений с коротким жизненным циклом — гроз, града, шквалов, снежных зарядов и так далее) до долгосрочных метеорологических прогнозов (на сезон и более). Последние уже относятся к категории прогнозов короткопериодных климатических изменений. Сфера деятельности Гидрометцентр России охватывает весь спектр таких прогнозов.

## Структура
В структуре Гидрометцентра России 17 отделов и самостоятельных лабораторий и 11 вспомогательных и административно-управленческих подразделений, имеется аспирантура. Общая численность — 410 человек.

## Директор
- Борщ Сергей Васильевич (с 2020)
- Снытко Александр Евгеньевич (2019)[4]
- Киктёв Дмитрий Борисович (2018—2019)
- Вильфанд Роман Менделевич (2001—2018 и 2019—2020)
- Фролов Александр Васильевич (1999—2001)
- Васильев, Александр Александрович (1981—1999)
- Петросянц, Михаил Арамаисович (1973—1981)
- Бугаев Виктор Антонович (1959—1973)
- Кашин Кенсорин Иванович (1950—1959)
- Дрогайцев Дмитрий Андрианович (1948—1950)
- Ющак Анатолий Анатольевич (1944—1948)
- Богатырь Тимофей Кириллович (1943—1944)
- Тихомиров Евгений Иванович (1930—1943)

## Основные направления исследований
Основные направления исследований Гидрометцентра России включают:
- Фундаментальные и прикладные исследования гидрометеорологических процессов различного пространственно-временного масштаба, взаимодействия атмосферы с океаном, гидрологическими процессами на материках, криосферой и биосферой;
- Разработка и развитие физико-математических моделей природной среды (атмосферы, океана, внутренних вод суши и других);
- Исследование предсказуемости гидрометеорологических процессов и развитие методов гидрометеорологических прогнозов различной заблаговременности, включая прогнозы опасных и гидрометеорологических явлений;
- Создание современных информационных технологий сбора, контроля, обработки гидрометеорологических данных (наземных, аэрологических, самолётных, морских, спутниковых) и выпуска прогностической и аналитической продукции.

Проводимые Гидрометцентром России исследования связаны в единую цепь «исследование — разработка — освоение» от создания теоретической базы гидрометеорологического прогнозирования до разработки методик и технологий прогнозирования и оперативного гидрометеорологического обеспечения. Гидрометцентр России имеет ведущую в стране научную школу по гидрометеорологии. Исследования ведутся в рамках приоритетного направлению науки, технологий и техники Российской Федерации «Экология и рациональное природопользование» и критических технологий Российской Федерации «Мониторинг окружающей среды», «Снижение риска и уменьшение последствий природных и техногенных катастроф», «Компьютерное моделирование», а с 2006 г. по приоритетному направлению развития науки, технологий и техники Российской Федерации «Рациональное природопользование» и критической технологии «Технологии мониторинга и прогнозирования состояния атмосферы и гидросферы».

## Международное сотрудничество
Научные исследования Гидрометцентр России проводит в тесной кооперации с зарубежными метеорологическими организациями в рамках Всемирной службы погоды и других программ Всемирной метеорологической организации (Всемирная Программа Метеорологических Исследований, Всемирная Программа Исследования Климата, Международный Полярный Год и др.), на основе Соглашений по двустороннему научно-техническому сотрудничеству с метеослужбами Великобритании, Германии, США, Китая, Монголии, Польши, Финляндии, Франции, Югославии, Южной Кореи, Вьетнама, Индии, а также в рамках Межгосударственного совета по гидрометеорологии стран СНГ. 11 сотрудников Гидрометцентра России являются членами различных экспертных групп ВМО.

## Известные сотрудники
Известные сотрудники:
- Кибель Илья Афанасьевич
- Блинова Екатерина Никитична